# 朝集使
朝集使（ちょうしゅうし）とは、律令制の日本において、大宰府や諸国より考課に必要な資料などの行政文書の提出や行政報告のために毎年中央に派遣された使者。四度使の1つ。

## 概要
四度使の中でも最も重要視され、使者には必ず四等官（大宰帥除く）のうち1名が交替で任じられ、他の使のように史生以下の雑任が任じられることは無かった。更に雑任2名が随員として付けられた。
在京中の朝集使に関して、公文の提出は弁官が、考課関連は式部省と兵部省が、朝集使自身の在京中の上日については散位寮が担当した。
考課に必要な資料が提出期限であった11月1日（畿内は10月1日）に合わせるべく上京し、審査が完了した後に直ちに任地に戻ることとなっていた。だが、次第に審査が形骸化し、もっぱら行政報告や考課以外の公文一般の提出、貢納物の献上が主目的となり、更に朔旦冬至や正月の朝賀出席が求められるようになった。こうした変質は8世紀後半には朝集使が任務を終えても任地に戻らない事態や、9世紀後半には朝集使が期限までに上京しないあるいは朝集使そのものが上京しないといった事態を引き起こした。地方政治の衰退や国司制度の変質に伴い、12世紀には制度そのものが行われなくなった。

### 関連文献
- 笠原英彦「巡察使制の機能に関する覚書」『法学研究』第68巻第1号、慶應義塾大学法学研究会、1995年1月、183-190頁、ISSN 0389-0538。 ※第1節「朝集使制と巡察使制」参照。